# 브래드 프리들
브래들리 하워드 "브래드" 프리들(영어: Bradley Howard "Brad" Friedel, 1971년 5월 18일 ~ )은 미국의 축구 선수, 지도자로 현역 시절 포지션은 골키퍼이다. 그는 1992년부터 2005년까지 미국 국가대표로 82경기를 뛰면서 세차례의 월드컵에 참여했다. 또한 프리미어리그에서 310경기 연속출장을 하면서 리그 최고 연속출장 기록을 세웠다.
2015 시즌 후 현역 은퇴를 선언하였다. 은퇴 후 미국 19세 이하 대표팀 감독을 하다가 2017년부터 2019년까지 메이저 리그 사커의 뉴잉글랜드 레벌루션의 감독을 맡았다.

## 수상
개인
- 2002년 FIFA 월드컵 맨 오브 더 매치 : vs. 대한민국 (조별리그)